# Shin Si-ah
Shin Si-ah (en hangul, 신시아; 12 de mayo de 1998) es una actriz surcoreana. Debutó en 2022 protagonizando la película The Witch: Part 2. The Other One, y gracias a este papel fue distinguida como la mejor actriz revelación en los premios Asia Model y BIFF Marie Claire Asia Star del mismo año.

## Vida personal
Su interés por la carrera de actriz nació a los 17 años, ante el musical Carmen, que hizo que se enamorara no solo de este género sino del teatro en general. Desde entonces y durante los dos años sucesivos se dedicó a ver funciones hasta cuatro veces por semana: su rutina diaria era ir después de la escuela a Daehangno o Chungmuro, los barrios de Seúl donde se concentra la oferta teatral, a ver teatro; mientras tanto, en casa decía que estaba yendo a estudiar a la biblioteca. Siguió así hasta que reunió entradas y reseñas en una carpeta que enseñó a sus padres. Estos, al ver entonces su interés por la interpretación, le dieron permiso para intentar la carrera.
Realizó sus estudios superiores en el departamento de Teatro y Cine de la universidad de Hanyang.
Es admiradora de la actriz Cate Blanchett, de la que alaba su ductilidad al encarnar sus personajes y a la que considera un modelo en la profesión.

## Carrera
En diciembre de 2020, cuando aún no había aparecido más que en algunos cortometrajes y series web, fue distinguida con la primera posición en la lista de nuevas actrices merecedoras de mayor atención en 2021, lista que preparó la revista especializada Cine 21 encuestando a cincuenta y cinco expertos de la insdustria audiovisual surcoreana.
Se dio a conocer al público con el papel protagonista de The Witch: Part 2. The Other One, que fue además su debut en cine comercial. Había sido seleccionada entre 1408 candidatas tras un largo proceso de audiciones: las dos primeras rondas fueron audiciones en vídeo no presenciales, y solo la tercera lo fue, ya ante el director Park Hoon-jung, que tenía dificultades para encontrar a la actriz adecuada. Todo el proceso se desarrolló a lo largo de unos tres meses, y concluyó con una llamada del propio Park a Shin para la prueba final. Ella, que había admirado como espectadora la primera entrega de la serie, en 2018, recibió con enorme sorpresa la selección. Después, durante el rodaje, Park dio libertad a la actriz para interpretar el papel según su estilo. Se trata de un personaje con pocas líneas de diálogo y que se basa sobre todo en gestos y miradas. Superó su inexperiencia, según dijo, con la ayuda de sus compañeros de reparto, en particular Park Eun-bin y Sung Yoo-bin.
La popularidad obtenida con esta película contribuyó a que empezara a ser elegida como modelo publicitaria para marcas de bebidas, ropa y zapatos. También desde entonces protagonizó reportajes fotográficos y entrevistas en la prensa nacional. El primero de ellos lo publicó W Korea en junio de 2022. Poco antes, el 13 de mayo de ese mismo año, la agencia Andmark anunció que había firmado un contrato de representación excluisva con Shin.
En septiembre de 2023 se anunció su participación en una esperada serie televisiva, por ser derivada del gran éxito de público Pasillos de hospital; serie que tras algunos cambios adoptó el título 언젠가는 슬기로울 전공의생활 (Un día viviré la vida de un residente sabio), que fue adaptado al español como Manual para residentes. La trama y los personajes se insertan en el mundo de la serie madre, aunque ahora todo se centra en un grupo de cuatro médicos residentes de obstetricia del mismo hospital. Fue precisamente este tema médico la causa del aplazamiento de su emisión, prevista en principio para la primavera de 2024. La reacción negativa de una parte de la opinión pública surcoreana a una larguísima huelga nacional de médicos persuadió a los responsables del canal tvN al aplazamiento.

## Filmografía

### Cine
| Año  | Título                           | Hangul                          | Papel             | Notas        | Ref.                 |
| ---- | -------------------------------- | ------------------------------- | ----------------- | ------------ | -------------------- |
| 2019 | Prasad                           |                                 | Do-hwa            | Cortometraje |                      |
| 2022 | The Witch: Part 2. The Other One | 마녀(魔女) Part2. The Other One | Chica             |              | [ 14 ] [ 15 ] [ 16 ] |
| 2025 | The Old Woman with the Knife     | 파과                            | Hornclaw de joven |              | [ 17 ]               |

### Series de televisión
| Año  | Título                              | Papel         | Canal | Notas        | Ref.          |
| ---- | ----------------------------------- | ------------- | ----- | ------------ | ------------- |
| 2018 | My Love Dog Boyfriend               | Go-eun        |       | Serie web    |               |
| 2019 | When Two Male Friends Fight Over Me | Si-ah         |       | Serie web    |               |
| 2025 | Manual para residentes              | Pyo Nam-kyung | tvN   | Protagonista | [ 18 ] [ 19 ] |

## Otras actividades

### Variedades televisivas
| Año  | Programa                          | Hangul                | Función            | Canal | Notas                            | Ref.          |
| ---- | --------------------------------- | --------------------- | ------------------ | ----- | -------------------------------- | ------------- |
| 2025 | La cocina campesina de Edward Lee | 에드워드리의 컨츄리쿡 | Miembro del equipo | tvN   | Junto a Byun Yo-han y Ko Ah-sung | [ 20 ] [ 21 ] |

## Premios y nominaciones
| Año  | Premios                                  | Categoría               | Papel                            | Resultado | Ref.          |
| ---- | ---------------------------------------- | ----------------------- | -------------------------------- | --------- | ------------- |
| 2022 | 8.os Premios BIFF Marie Claire Asia Star | Mejor actriz revelación | The Witch: Part 2. The Other One | Ganadora  | [ 22 ]        |
| 2022 | Asia Model                               | Mejor actriz revelación | The Witch: Part 2. The Other One | Ganadora  | [ 23 ] [ 24 ] |
| 2022 | 43.os Blue Dragon Film                   | Mejor actriz revelación | The Witch: Part 2. The Other One | Nominada  | [ 25 ] [ 26 ] |
| 2022 | 27.os Chunsa Film Art                    | Mejor actriz revelación | The Witch: Part 2. The Other One | Nominada  | [ 27 ]        |
| 2022 | 58.os Grand Bell                         | Mejor actriz revelación | The Witch: Part 2. The Other One | Nominada  | [ 28 ] [ 29 ] |